# 2020年東京パラリンピックのパプアニューギニア選手団
2020年東京パラリンピックのパプアニューギニア選手団は、2021年8月24日から9月5日まで日本の東京で開催された2020年東京パラリンピックパプアニューギニア選手団の名簿。

## 選手団
- 人員: 選手 2人
- 開会式旗手: モレア・マラロス、ネリー・レヴァ

## 種目別選手・スタッフ名簿及び成績

### 陸上
| 選手             | 種目           | 結果      | 順位 |
| ---------------- | -------------- | --------- | ---- |
| モレア・マラロス | 男子やり投 F34 | 21.11m AR | 10位 |
| ネリー・レヴァ   | 女子やり投 F46 | 23.30m PB | 11位 |